# Кіпр у складі Британської імперії

## Історія

### Формування
Кіпр був територією Османської імперії, частиною архіпелагу (вілаєт), адже був підкорений Венеційською республікою у 1570–1571 роках.
Після російсько-турецької війни, під час якої британці окупували острів внаслідок дій Османської імперії протягом усього періоду війни, 4 червня 1878 року Кіпрською конвенцією було встановлено на Кіпрі Британський протекторат під номінальним османським сюзеренітетом. Тоді Кіпр був проголошений британським протекторатом, а також неофіційно інтегрований до Британської імперії. 5 листопада 1914 року після приєднання османів до Центральних держав, Велика Британія, вступивши у Першу світову війну, оголосила про повне приєднання Кіпру до Британської імперії, хоча і під статусом військової адміністрації. Коронна колонія Кіпру була проголошена у 1925 році, після того, як анексія Кіпру була перевірена двічі, спочатку в Севрському договорі 1920 року, а потім підтверджена Лозаннським договором 1923 року.

### Запропонований союз із Грецією
Король Греції Павло І заявив у 1948 році, що Кіпр бажає союзу із Грецією. У 1950 році православна церква Кіпру провела референдум, за результатами якого близько 97% населення кіпрських греків хотіли об'єднання. Грецька петиція та енозіс стали міжнародною проблемою після прийняття ООН .

### Надзвичайна ситуація на Кіпрі
Надзвичайна ситуація на Кіпрі - це військова акція, яка відбувалася на Кіпрі з 1955 по 1959 рік. Надзвичайна ситуація на Кіпрі в основному складалася з кампанії греко-кіпрської військової групи EOKA з метою виведення британців із Кіпру задля можливості об'єднання із Грецією.

### Незалежність
Підписані 19 лютого 1959 року Лондонська та Цюріхська угоди започаткували процес конституції незалежного Кіпру. Велика Британія надала Кіпру незалежність 16 серпня 1960 року, утворивши Республіку Кіпр . Архієпископ Макаріос III, харизматичний релігійний та політичний лідер, був обраний першим президентом незалежного Кіпру. Британська держава зберегла володіння над суверенними базовими районами Акротірі та Декелія як заморськими територіями Великої Британії. 
Республіка Кіпр стала 99 членом ООН у 1961 році.